# متحف سكك حديدية (إسطنبول)
متحف السكك الحديدية في إسطنبول (بالتركية: İstanbul Demiryolu Müzesi) هو متحف عن السكك الحديدية يقع داخل إسطنبول في حي سكرجي التاريخي الواقع في مقاطعة الفاتح التركية. افتتح يوم 23 أيلول 2005، وتملك وتُدير المتحف السكك الحديدية التركية. مقر المتحف هو محطة السكك الحديدية المبنية عام 1888 والمُفتَتَحة عام 1890، يوجد في المتحف حوالي 300 قطعة تاريخية معروضة في الواجهة. وتُغطي المعروضات مساحة 145 مترًا مربعًا (1560 قدمًا مربعًا) والمعروضات هي: أجزاء من قطارات ومحطات سكك حديدية، وصور، ووثائق ذات صلة بالقطارات. وقد أفادَت التقارير أن 52774 شخصًا من بينهم 31153 سائحًا أجنبيًّا زار المتحف في عام 2006.

## زيارة المتحف
المتحف مفتوح كل يوم عدا أيام الأحد والاثنين، وأوقات الفتح هي: من الساعة التاسعة صباحًا وحتى الساعة الخامسة عصرًا. والدخول مجاني. والموقع هو: محطة حي سكرجي في مدينة إسطنبول التركية.